# فلفول
فلفول (بالعبرية: פלפול‏)، تعني مجازًا "التحليل الصارم"؛ من פִּלְפֵּל "فِلفِل") هي طريقة لدراسة التلمود من خلال التحليل النصي المكثف إما لشرح الاختلافات المفاهيمية بين أحكام الهالاخاه المختلفة أو للتوفيق بين أي تناقضات واضحة مقدمة من قراءات مختلفة لنصوص مختلفة.  دخلت كلمة pilpul إلى الإنجليزية باعتبارها عامية يستخدمها البعض للإشارة إلى الجدل الشديد أو تفلفل الشعر.